# Richard Bouwens van der Boijen
Richard Hermann Antoine Bouwens van der Boijen est un architecte français né à Paris le 11 octobre 1863 où il est mort le 31 août 1939.

## Biographie

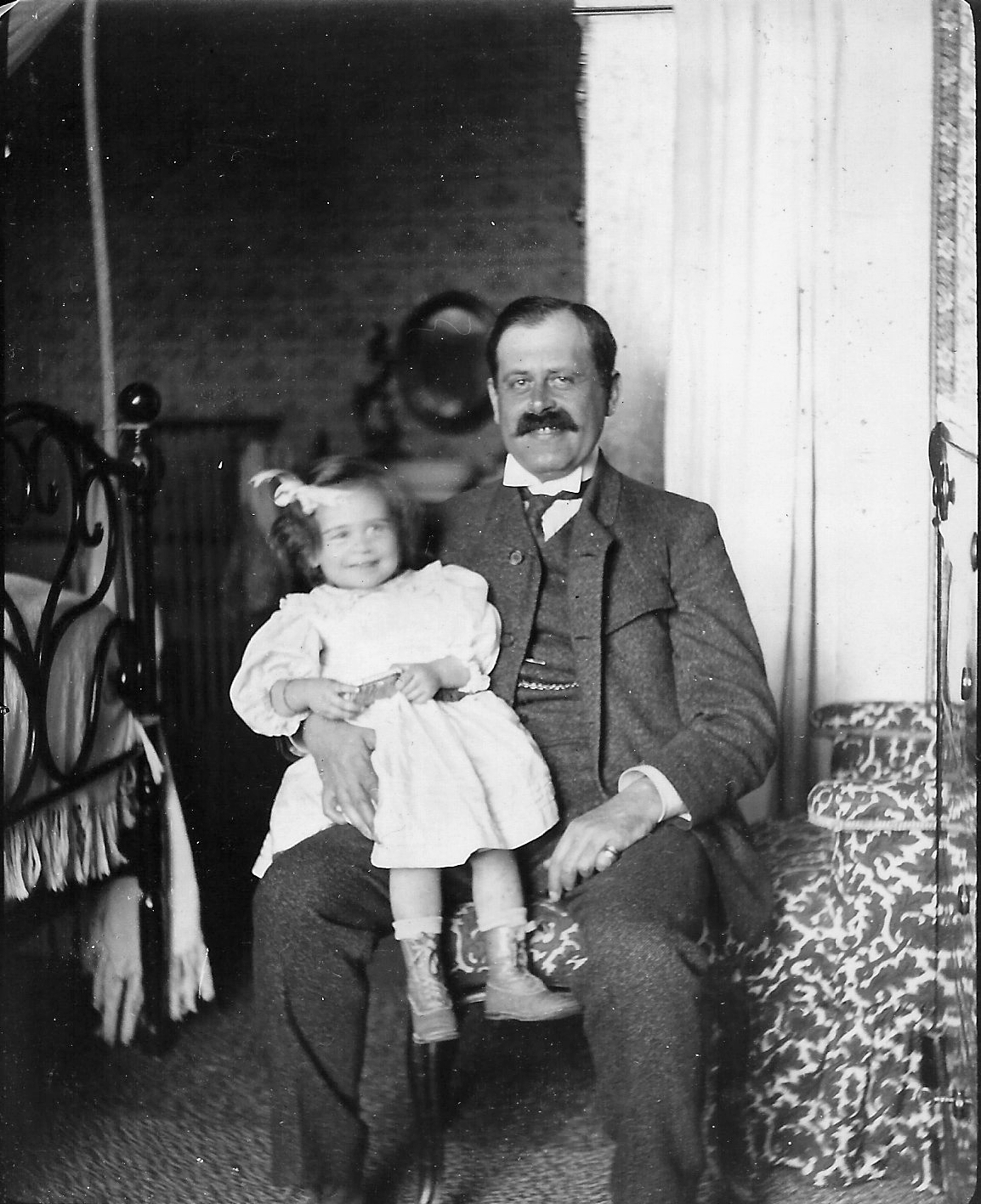
L'architecte Richard Bouwens avec sa fille en 1900.

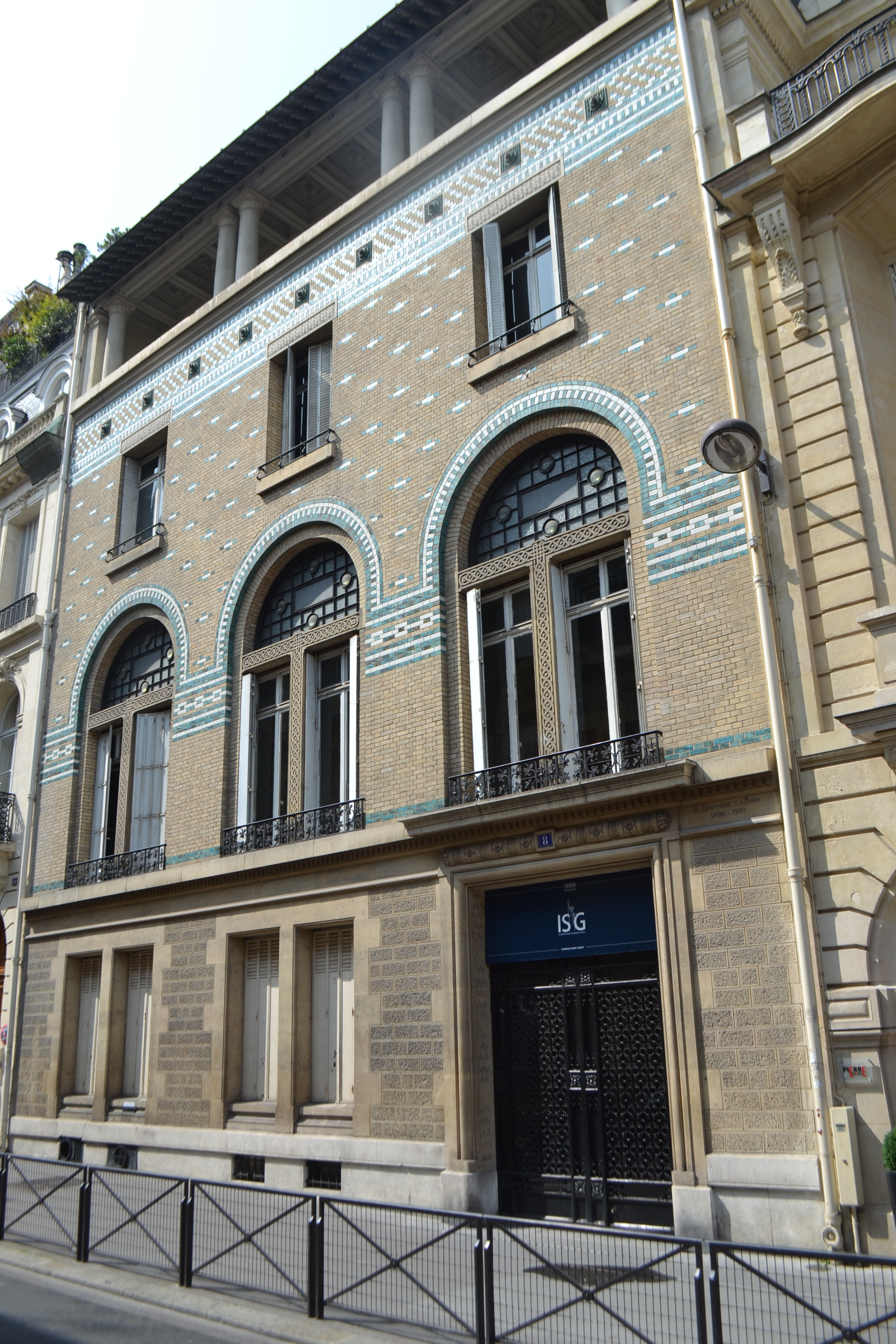
No 8, rue de Lota, Paris.

Richard Bouwens van der Boijen est le fils de l'architecte William Bouwens van der Boijen. Il épouse Marthe Lazard, nièce du banquier Simon Lazard.
Il devient architecte en chef des bâtiments civils et palais nationaux.
Richard Bouwens est fait chevalier de la Légion d’honneur en 1912 puis promu officier en 1931.
Il remporte le Concours de façades de la ville de Paris en 1901 pour son hôtel particulier de la rue de Lota, où il a son domicile et où il meurt en 1939.
Il est inhumé au cimetière du Père-Lachaise (36e division).

## Distinctions
- Officier de la Légion d'honneur (décret du 30 décembre 1931). Il est fait chevalier par l'architecte Charles Girault en 1912.

## Principales réalisations

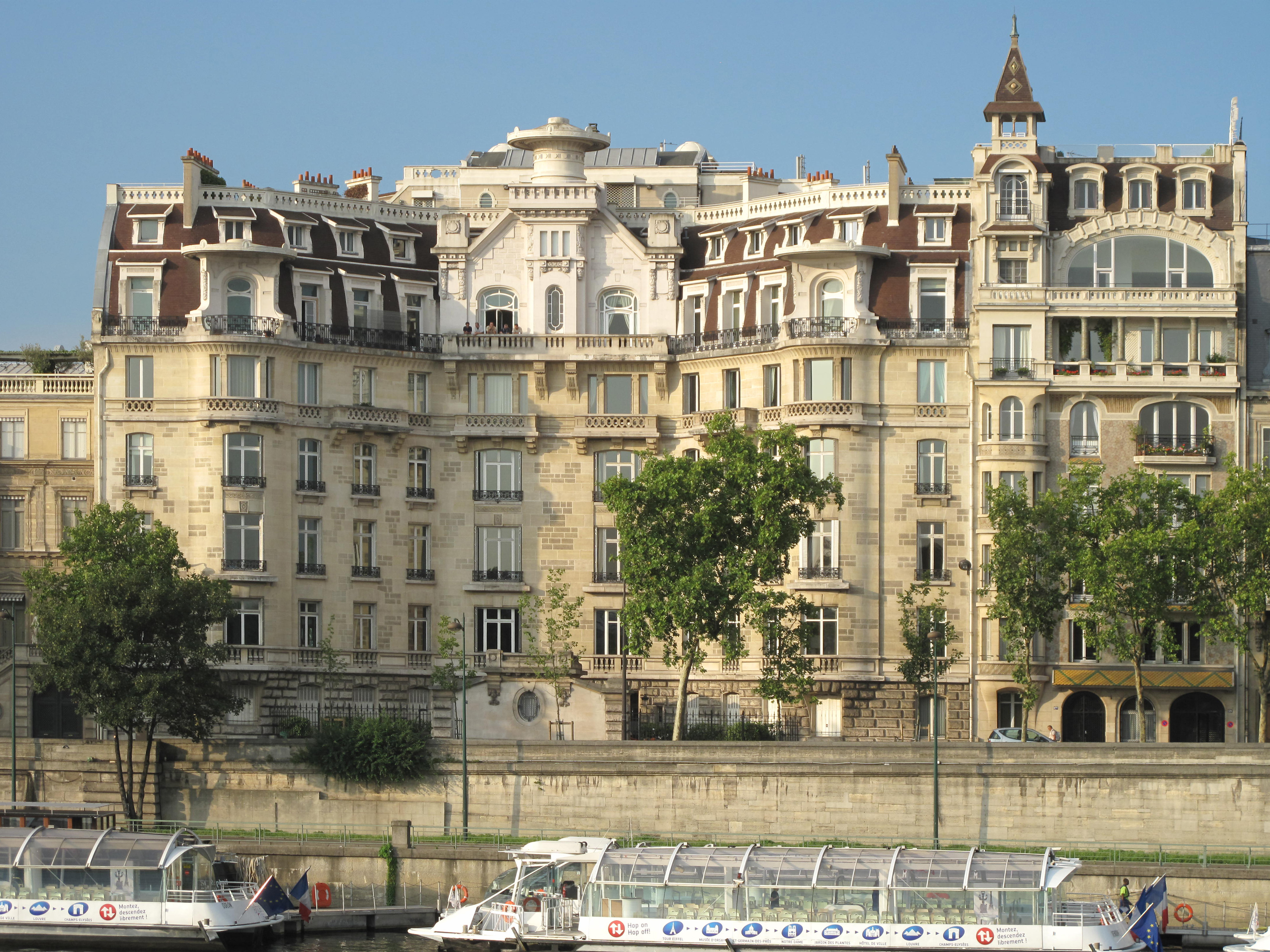
No 27, quai Anatole-France, Paris.

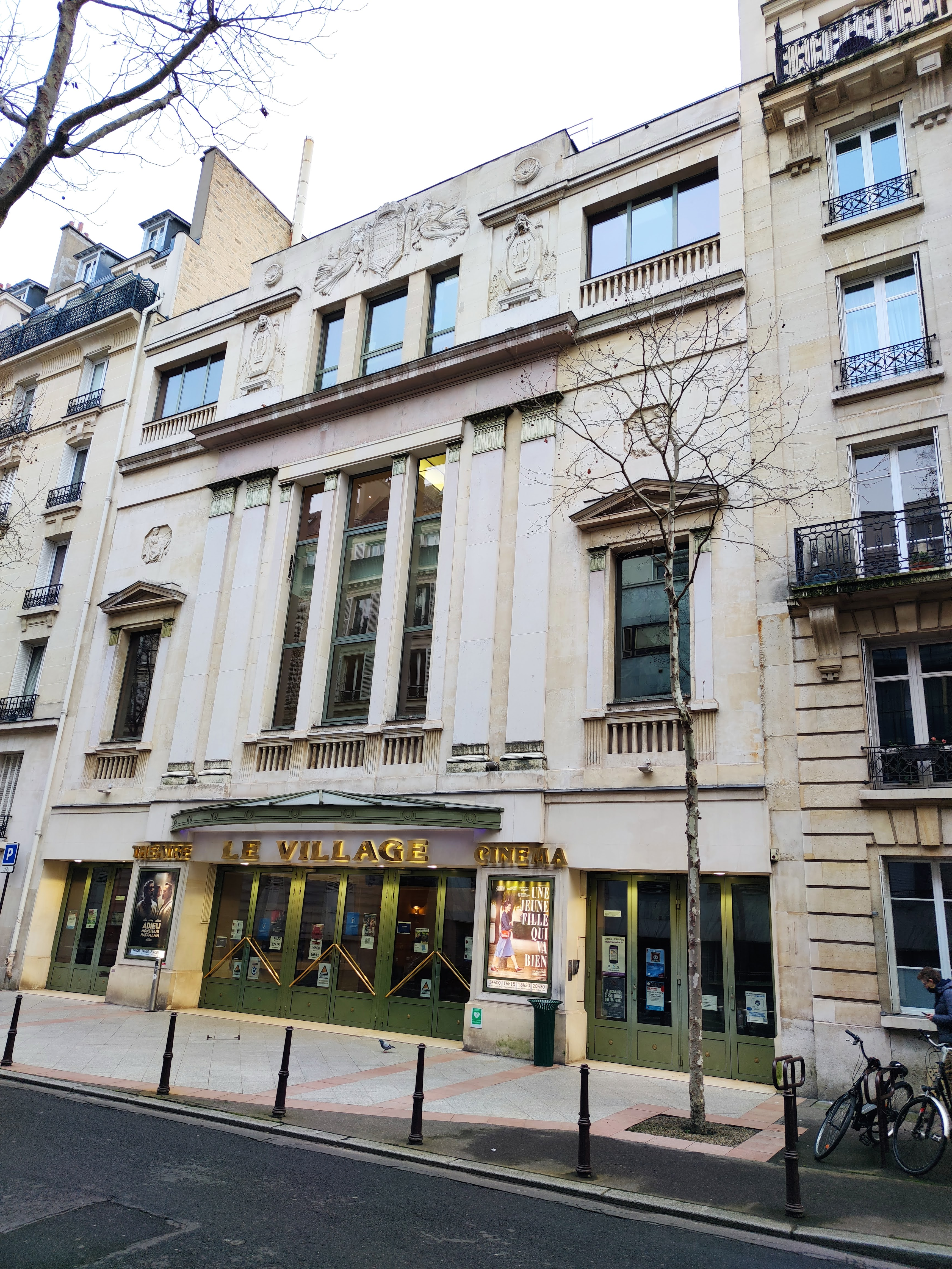
No 6, rue de Chézy, Neuilly-sur-Seine.

- 1894 : villa Enders, à Franconville (Val-d'Oise)[8].
- 1901 : hôtel particulier, 8, rue de Lota, (Paris)[9].
- 1902 : Le Centorial (Paris), dont il fut l'un des architectes[10].
- 1904 : hôtel particulier, 4, rue de Chézy (Neuilly-sur-Seine)[11].
- 1905 : 27-27 bis, quai Anatole-France, (Paris).
- Architecte des lieux de réception des grands paquebots Art déco Ile-de-France (1927) et Normandie (1935).